# Conny Giordano
Pour les articles homonymes, voir Giordano.
Conny Giordano, née le 6 décembre 1983 à Naples (Italie), est une femme politique italienne.

## Biographie
Conny Giordano naît le 6 décembre 1983 à Naples. Elle est diplômée en philologie moderne.
Elle est élue députée lors des élections générales de 2018.